# Scooby-Doo
Scooby-Doo é uma franquia americana de mídia criada por Joe Ruby e Ken Spears. Inicialmente, a série foi produzida pela Hanna-Barbera. Após a absorção da Hanna-Barbera pela Warner Bros. em 2001, a franquia passou a ser produzida pela divisão de animação da Warner, a Warner Bros. Animation.
É o segundo desenho americano com o maior número de temporadas de todos os tempos — perdendo apenas para Os Simpsons — com 32 temporadas e mais de 550 episódios. Porém, com novas temporadas encomendadas, logo deverá ser o desenho antigo com maior número de temporadas.
Já foi exibido no Brasil pela TV Tupi, Rede Manchete, Rede Globo, SBT, Boomerang, Tooncast e Cartoon Network. Em 27 de maio de 2020 foi incluso no catálogo de streamings do HBO Max.

## Sinopse
Quatro adolescentes metidos a detetives — Fred, Velma, Daphne e Salsicha — com Scooby-Doo, um dogue alemão falante, viajam numa van chamada Máquina de Mistério (na versão original em inglês: Mystery Machine), e ajudam a investigar casos misteriosos. Visitam lugares inóspitos, casas mal-assombradas, parques abandonados, pântanos e ilhas — na maioria das vezes ameaçados por monstros, zumbis e outros tipos de vilões; mas, considerando os episódios, são geralmente chamados de "fantasmas", mesmo não sendo.
Os detetives seguem pistas, fogem dos vilões e, muitas vezes, veem-se perdidos em labirintos, passagens secretas e porões escuros. Dividem-se sempre em dois grupos quando vão procurar pistas — Fred, Daphne e Velma vão por um lado, enquanto Salsicha e Scooby vão para outro — e sempre acabam perseguidos pelos vilões do episódio.
A fórmula dos episódios é sempre a mesma, mas isso não tira o brilho do programa: depois de uma cena de perseguição ou uma sequência musical e, por meio de algum plano ou ideia mirabolante, os vilões sempre são pegos. Estão sempre mascarados e as verdadeiras identidades são reveladas ao tirarem suas máscaras. Por trás delas, há sempre o rosto de algum personagem já conhecido na história. Após serem desmascarados, os vilões sempre dizem: "Eu teria conseguido se não fossem essas crianças enxeridos e esse cachorro idiota!" Esse bordão (a tradução para a dublagem quase sempre muda as palavras) faz parte de quase todos os desenhos e filmes realizados.

## História
Quando gravou a canção "Strangers in the Night", Frank Sinatra não podia imaginar que inspiraria o nome "Scooby-Doo". O nome de Scooby-Doo vem de um trecho da música em que Sinatra canta "dooby dooby doo".
Tudo começou na CBS americana em 13 de setembro de 1969, com a série animada Scooby-Doo, Where Are You! (Scooby-Doo, Cadê Você?). Os personagens foram criados por William Hanna e Joseph Barbera, pelo executivo da CBS Fred Silverman, pelos roteiristas Joe Ruby e Ken Spears e pelo desenhista Iwao Takamoto. O título original era "Who's Ssssscared?". Fred Silverman queria um desenho que misturasse comédia e mistério, na mesma linha da sitcom americana "The Many Loves of Dobbie Gillis". Todavia, os primeiros desenhos foram rejeitados por serem muito assustadores.
Num voo para Los Angeles, Silverman ouviu a canção de Sinatra e o "dooby dooby doo" não lhe saía da cabeça. Rebatizou o desenho de Scooby-Doo, Where Are You? e tornou Scooby-Doo o astro do programa.

## Versões
O sucesso de Scooby-Doo impulsionou os criadores da Hanna-Barbera a lançarem nos anos 70 outros desenhos na mesma fórmula "garotos e mascote investigando casos misteriosos", como Goober e os Caça-Fantasmas, Fantasminha Legal, Capitão Caverna e as Panterinhas, Clue Club, Tutubarão, Shmo, entre outros. Mas nenhum deles repetiria o sucesso da trupe da Máquina de Mistério.
Scooby-Doo, Where Are You! (Scooby-Doo, Cadê Você?) teve duas temporadas produzidas entre 1969–1971. Devido ao grande sucesso, deu origem a vários outros programas com Scooby ao longo dos anos. De 1972 à 1974, o show voltou com o título "The New Scooby-Doo Movies", (no Brasil, Os Novos Filmes do Scooby-Doo) no qual nossos heróis encontram-se com estrelas do mundo pop e outros personagens da Hanna-Barbera para solucionar mais mistérios: Os Globetrotters, Sonny & Cher, Don Knotts, Dick Van Dyke, A Família Addams, Batman e Robin, O Gordo e o Magro, Jeannie é um Gênio e Babu, Os Três Patetas. Quando possível, os próprios astros emprestavam suas vozes à versão desenho.
Por uma temporada em 1976, o grupo apareceu no Scooby-Doo-Dynomutt Show, apresentado com outro desenho: Dinamite, o Bionicão. Juntou-se à trupe de Scooby um primo seu, Scooby-Dão (Scooby-Dum) e a cadela Scooby-Dee.
De 1977 à 1980, Scooby-Doo apareceu em Os Ho-Ho Límpicos (Scooby's All Star Laff-A-Lympics), juntamente com vários personagens Hanna-Barbera, divididos em três equipes e disputando competições olímpicas. Scooby-Doo é o representante da equipe dos "Assombrados".
Em 1979, Scooby ganhou um sobrinho: Scooby-Loo (Scrappy-Doo), uma versão menor, mas corajosa, tagarela e chata, do cão Scooby-Doo. Scooby, seu sobrinho e seus amigos humanos apareceram ainda em vários segmentos e aventuras por toda a década de 80. No Brasil, o cãozinho recebeu as vozes de brilhantes dubladores já falecidos como Cleonir dos Santos e Orlando Drummond. Scooby-Loo tem uma participação destacada no primeiro filme de cinema de Scooby Doo (com a voz do dublador Guilherme Briggs).
Entre 1988 e 1991, um novo show foi produzido: O Pequeno Scooby-Doo ("A Pup Named Scooby-Doo"). Como estava em voga com outros cartoons na época, os personagens eram mostrados em sua infância, mas sempre às voltas com casos misteriosos.
Em março de 2001, a Hanna-Barbera até então proprietária da franquia foi absorvida e encerrada como estúdio pela Warner Bros. Animation, após a morte do co-fundador William Hanna em 22 de março de 2001, depois da absorção a Warner Bros. Animation assumiu toda a produção ligada à HB, sendo uma dessas produções “Scooby-Doo”.
Em 2002, Hollywood lança a versão em Live-action do desenho, com o cachorro Scooby-Doo totalmente criado por computador. O filme "Scooby-Doo — O filme", dirigido por Raja Gosnell e produzido por Charles Roven, tem no elenco Matthew Lillard  (Salsicha), Freddie Prinze Jr. (Fred), Sarah Michelle Gellar ("Buffy", a Daphne), Linda Cardellini (Velma) e Rowan Atkinson (o "Mr. Bean", que interpretou Mondavarious, o vilão da história), seguido por Scooby-Doo 2: Monstros à Solta (2004). Em 2009, o terceiro filme live action baseado na série, Scooby-Doo! The Mystery Begins, foi lançado em comemoração dos 40 anos da existência do personagem. Com um elenco completamente novo (Robbie Amell como Fred, Hayley Kiyoko como Velma, Kate Melton como Daphne e Nick Palatas como Salsicha), o filme conta a história de como a Mistério S.A. foi formada.
Em outubro de 2002, foi lançado O Que Há de Novo, Scooby-Doo? (What's New Scooby Doo?). São episódios inéditos do cachorro medroso e sua trupe. A grande novidade fica por conta da Internet. A partir de agora, a agência de investigação conta com o apoio da web para solucionar os misteriosos casos, por meio de um lap top.
Em 2006 estreou no Cartoon Network o seriado Salsicha e Scooby Atrás das Pistas (Shaggy and Scooby-Doo Get a Clue). Nesta série, Salsicha e Scooby atuam sozinhos para ajudar o tio Albert Shaggleford contra o malvado Dr. Phybes. Ao contrário da maioria das outras séries, esta segue uma sequência.
Mesmo com o advento do computador nos novos episódios de 2003, é interessante notar que apesar dos personagens atravessarem décadas solucionando casos misteriosos, perseguindo ou correndo de fantasmas, eles nunca se tornaram adultos ou tiveram seu figurino alterado, apesar das mudanças de moda ou dos tempos. Sempre o mesmo visual anos 60, minissaias, lenços no pescoço e cabelos mod.
Em 2008, a Warner Bros. Animation em associação com o Cartoon Network resolvem produzir a mais nova encarnação do cão detetive. Em setembro de 2009 é lançada a mais nova série, Scooby-Doo! Mystery Incorporated.
Em 2013–2014, Scooby-Doo! Mystery Incorporated foi cancelada. Em 2015, começa então a nova série de Scooby-Doo, "Be Cool, Scooby-Doo!" .

## Personagens
- Scooby Doo é o apelido de Scoobert-Doo, um cachorro covarde. Tem medo da própria sombra e, sem querer, acaba salvando a turma ou pegando os vilões. Sempre impulsionado pela promessa de um bom lanche, biscoitos caninos (os Biscoitos Scooby) ou caramelos. Ele encerra todo episódio falando: "Scooby-dooby-doo-oo-oo!!!".
- Salsicha Rogers — Dono de Scooby Doo, seu nome verdadeiro é Norville Rodgers, mas o detesta e prefere ser chamado de Salsicha (no original em inglês: Shaggy Rogers; lit. "desgrenhado", "cabeludo", "ignorante", "estúpido"), é o dono de Scooby-Doo. É um sujeito magricelo e de aparência desleixada, sempre com um cavanhaque por fazer e olheiras. Assim como seu cão, Salsicha é covarde, medroso e faminto, dividindo com Scooby a paixão por comidas. É o mais velho do grupo, mas tem pavor dos fantasmas e é o primeiro a não querer participar dos casos. Sempre se dá mal com os vilões, mas acaba dando sorte e os capturando com ajuda de Scooby. É o mais engraçado da turma e o mais criativo quando tem que se esconder dos fantasmas. É dele o bordão que dá título ao desenho em inglês, "Scooby-Doo, cadê você?". Outro bordão famoso é "que tal um lanchinho, Scooby?".
- Velma Dinkley — uma garota inteligente e cheia de ideias que desvenda os mistérios com Fred. Velma é a melhor amiga de Daphne. Sempre com alguma tirada científica, encontra soluções lógicas para resolver casos complexos. Seus bordões frequentes são: "Hum… Acho que finalmente estou começando a entender esse mistério", "Meus óculos… Não consigo ver sem meus óculos!" e Gente! (no original em inglês: Jinkies!). Usa óculos, camisa com gola enorme laranja, saia vermelha de bailarina, sapatos vermelhos-escuros também de bailarina e meias laranja enormes. Na série Velma (2023–2024), ela tem origem hindu, e é abordado pela primeira vez com profundidade a sua orientação sexual, como lésbica.
- Daphne Blake — Filha de milionários de origem escocesa, é o alvo preferido dos vilões que, muitas vezes, a sequestram, mas ela sempre é esperta o bastante para escapar e improvisar soluções em situações inusitadas. Daphne foi inspirada em Indira Stefanianna Christopherson, atriz de voz dos estúdios DePatie-Freleng, que, além da voz, emprestou seus traços para a criação da personagem. Daphne e Fred tem um relacionamento amoroso, que é assumido abertamente e oficialmente na série Scooby-Doo Mistério S/A, onde eles se tornam namorados, e no futuro filme da franquia, Scooby-Doo Stage Fright, onde ela assume que está apaixonada por Fred. Na série Velma (2023–2024), ela tem origem leste asiática.
- Fred Jones — Vem de uma família de origem judaica, e diferente de Salsicha, é corajoso, sendo o líder do grupo. Sempre ávido por um novo mistério, porém, em certas ocasiões, é lerdo, mas sem perder a graça. Cria engenhocas para se defender dos inimigos e suas paixões são armadilhas e Daphne Blake. Alguns dos seus famosos bordões são: "temos mais um mistério em nossas mãos!", "vamos cair fora, turma!", "vamos nos dividir, turma!" e "vamos nos separar e procurar pistas!".

### Esporádicos
Com o tempo, a fim de incrementar o desenho Iwao Takamoto, em conjunto com Hanna-Barbera, criou alguns personagens interessantes, dos quais alguns até originaram outros desenhos.
- Scooby-Loo (Scrappy Doo, no original) — Sobrinho de Scooby-Doo;
- Scooby-Dão (Scooby Dum, no original) — Primo de Scooby-Doo. embora não muito esperto, é muito valente;
- Scooby-Dee (Scooby Dey, no original) — Prima mais nova de Scooby, prima de 2º Grau;
- Tio Yabba Doo — Irmão de Scooby-Doo que vive no oeste;
- Xerife Dusty — É o xerife da Cidade das Flores e o dono de Yabba-Doo. É tão medroso quanto Salsicha;
- Flim-Flam — Garoto muito esperto que entra para turma na busca aos 13 Fantasmas. Sempre tem um truque escondido na manga;
- Vincent Van Doido (Vincent Van Ghoul, no original) — Um dos maiores místicos do mundo e auxilia a turma na busca aos 13 Fantasmas. Parece uma mistura de Mandrake com Doutor Estranho. Foi baseado e originalmente dublado por Vincent Price.
- Hex Girls — Grupo de rock eco-gótico que vivem em Oakhaven, Massachusetts. É formado por Thorn (Sally McKnight, guitarrista), Dusk (Muffy St.James, Baterista) e Luna (Kim Moss, tecladista). A primeira aparição delas ocorreu no filme Scooby-Doo e o Fantasma da Bruxa. As Aparições posteriores ocorreram em Scooby-Doo e A Lenda do Vampiro, O Que Há De Novo Scoobydoo, Scooby-Doo:Mistério S/A e Scooby-Doo e Convidados.

## Vozes

### Originais
Scooby-Doo:
- Don Messick em Scooby-Doo (1969–1996)
- Hadley Kay em Johnny Bravo
- Scott Innes em Scooby-Doo (1998–2001)
- Frank Welker em Scooby-Doo (2002–atualmente), Scooby-Doo! O Mistério Começa e Scooby-Doo! A Maldição do Monstro do Lago
- Neil Fanning em Scooby-Doo (2002) e Scooby-Doo 2: Monstros à Solta (2004)

Salsicha:
- Casey Kasem (1969–1997; 2002–2009)
- Billy West (1998)
- Scott Innes (1999–2002)
- Scott Menville (2005–2008)
- Matthew Lillard (2002 e 2004, nos filmes live action; de 2005–atualmente, em Frango Robô; 2010–atualmente)
- Nick Palatas (Scooby-Doo! O Mistério Começa (2009), Scooby-Doo! A Maldição do Monstro do Lago (2010)).

Velma Dinkley:
- Linda Cardellini em Scooby-Doo (2002), Scooby-Doo 2 : Monstros à Solta (2004)
- Nicole Jaffe em Scooby-Doo (1969–1974)
- Pat Stevens em Scooby-Doo (1976–1979)
- Marla Frumkin em Scooby-Doo (1979–1980)
- Christina Lange em O Pequeno Scooby-Doo (1988–1991)
- B. J. Ward em Scooby-Doo (1997–2002)
- Mindy Cohn em Scooby-Doo (2002–atualmente)
- Hayley Kiyoko em Scooby-Doo! O Mistério Começa (2009), Scooby-Doo! A Maldição do Monstro do Lago (2010)

Daphne Jones:
- Indira Stefanianna Christopherson em Scooby-Doo, Cadê Você! (1969–1970)
- Heather Lindsay North em Scooby-Doo (1970–1997, 2003)
- Kellie Martin em O Pequeno Scooby-Doo (1988–1991)
- Mary Kay Bergman em O Projeto Scooby-Doo (1999)
- Grey DeLisle em Scooby-Doo na Ilha dos Zumbis (1998), Scooby-Doo e o Fantasma da Bruxa (1999), Scooby-Doo e os Invasores Alienígenas (2001), Scooby-Doo e a Caçada Virtual/Perseguição Cibernética (2001), O Que Há de Novo, Scooby-Doo? (2002–2006), Scooby-Doo! Abracadabra-Doo (2010) e Scooby-Doo! Mystery Incorporated (2010–atualmente)
- Sarah Michelle Gellar em Scooby-Doo (2002) e Scooby-Doo 2: Monstros à Solta (2004)
- Kate Melton em Scooby-Doo! O Mistério Começa (2009) e Scooby-Doo! A Maldição do Monstro do Lago (2010)

Fred Jones:
- Frank Welker (1969-presente)
- Freddie Prinze Jr. (2002 e 2004 em filmes de live-action; e em Frango Robô)
- Robbie Amell (Scooby-Doo! O Mistério Começa (2009), Scooby-Doo! A Maldição do Monstro do Lago (2010)

### Dubladores Brasileiros
Scooby-Doo:
- Orlando Drummond (1972–2012)[1]
- Reginaldo Primo (2012–2020)[2]
- Guilherme Briggs (2020–atualmente)[3]

Norville "Salsicha" Rodgers (Shaggy Rodgers):
- Mário Monjardim (1972–1984; 1988–1990; 2005–2012)[4]
- Orlando Prado[5]
- Manolo Rey (Scooby-Doo! The Mystery Begins, Scooby-Doo! Curse of the Lake Monster)[6]
- McKeidy Lisita (2012–atualmente)[2]
- Fernando Mendonça (2020–atualmente)[3]

Em 2013, a Warner Bros. substituiu os dubladores originais da série (Orlando Drummond como Scooby e Mário Monjardim como Salsicha) com Reginaldo Primo e McKeidy Lisita, respectivamente. Os três netos de Drummond participaram da dublagem do trailer do filme de 2020 Scooby: Alexandre como o jovem Scooby-Doo, Felipe como Fred, e Dudu como Fred jovem., após o lançamento do primeiro trailer do filme Scoob!, ouve uma certa reclamação por parte do publico com as vozes atuais de Salsicha e Scooby, em homenagem aos dubladores clássicos a Warner decidiu escalar os dubladores Guilherme Briggs e Fernando Mendonça para dublarem Scooby e Salsicha, atendendo um desejo de Orlando e Mario, que esses fossem seus substitutos.

## Filmes e séries

### Séries
| Nº | Título                                | Transmissão | Episódios                     | Temporadas |
| -- | ------------------------------------- | ----------- | ----------------------------- | ---------- |
| 1  | Scooby-Doo, Cadê Você?                | 1969–1971   | 25 episódios                  | 3          |
| 2  | Os Novos Filmes do Scooby-Doo!        | 1972–1973   | 24 episódios                  | 2          |
| 3  | O Show de Scooby-Doo!                 | 1976–1978   | 40 episódios                  | 3          |
| 4  | Scooby-Doo e Os Ho-Ho-Límpicos        | 1977–1979   | 24 episódios                  | 2          |
| 5  | Scooby-Doo e Scooby-Loo               | 1979–1980   | 16 episódios                  | 1          |
| 6  | Scooby-Doo e Scooby-Loo (curtas)      | 1980–1982   | 33 episódios (99 seguimentos) | 3          |
| 7  | O Novo Show de Scooby e Scooby-Loo    | 1983–1984   | 26 episódios (44 seguimentos) | 1          |
| 8  | Os 13 Fantasmas de Scooby-Doo         | 1985        | 13 episódios                  | 1          |
| 9  | O Pequeno Scooby-Doo                  | 1988–1991   | 27 episódios (30 seguimentos) | 4          |
| 10 | O Que Há de Novo, Scooby-Doo?         | 2002–2006   | 42 episódios                  | 3          |
| 11 | Salsicha e Scooby Atrás das Pistas    | 2006–2008   | 26 episódios                  | 2          |
| 12 | Scooby-Doo! Mistério S/A              | 2010–2013   | 52 episódios                  | 2          |
| 13 | Que Legal, Scooby-Doo!                | 2015–2018   | 52 episódios (53 seguimentos) | 2          |
| 14 | Scooby-Doo e Convidados               | 2019–2021   | 52 episódios                  | 2          |
| 15 | Velma                                 | 2023        | 10 episódios                  | 1          |
| 16 | Scooby-Doo! e os filhotes misteriosos | 2024        | Não definido                  |            |

### Especiais de Televisão, Crossovers e Filmes de TV Animados
| Filme                                                         | Ano  |
| ------------------------------------------------------------- | ---- |
| Scooby-Doo em Hollywood                                       | 1979 |
| Scooby-Doo e os Irmãos Boo                                    | 1987 |
| Scooby-Doo e a Escola Assombrada                              | 1988 |
| Scooby-Doo e o Lobisomem                                      | 1989 |
| Scooby-Doo! em Uma Noite das Arábias                          | 1994 |
| Bravo Dooby-Doo                                               | 1997 |
| Scooby-Doo: Atrás das Cenas                                   | 1998 |
| O Projeto Scooby-Doo                                          | 1999 |
| Scooby-Doo e Coragem o cão covarde (Courage the Cowardly Dog) | 2000 |
| Noite dos Doo Vivos                                           | 2001 |
| A Prisão De Salshisha (Shaggy Busted)                         | 2002 |
| Lego Scooby-Doo! Terror do Tempo do Cavaleiro                 | 2015 |
| Scoobynatural                                                 | 2018 |
| Cartoon Feud                                                  | 2019 |
| Scooby-Doo Where Are You Now                                  | 2021 |

### Filmes lançados diretamente em vídeo
| Filme                                                     | Ano  |
| --------------------------------------------------------- | ---- |
| Scooby-Doo na Ilha dos Zumbis                             | 1998 |
| Scooby-Doo e o Fantasma da Bruxa                          | 1999 |
| Scooby-Doo e os Invasores Alienigenas                     | 2000 |
| Scooby-Doo e a Perseguição Cibernética                    | 2001 |
| Scooby-Doo e a Lenda do Vampiro                           | 2003 |
| Scooby-Doo e o Monstro do México                          | 2003 |
| Scooby-Doo! e o Monstro de Lago Ness                      | 2004 |
| Oi, Scooby-Doo!                                           | 2005 |
| Scooby-Doo! em Cadê a Minha Múmia?                        | 2005 |
| Scooby-Doo! Piratas a Vista                               | 2006 |
| Scooby-Doo! O Abominável Homem das Neves                  | 2007 |
| Scooby-Doo! e o Rei dos Duendes                           | 2008 |
| Scooby-Doo! e a Espada do Samurai                         | 2009 |
| Scooby-Doo! Abracadabra-Doo                               | 2010 |
| Scooby-Doo! Verão Assombrado                              | 2010 |
| Scooby-Doo! A Lenda do Fantasmossauro                     | 2011 |
| Scooby-Doo! Música de Vampiro                             | 2012 |
| Scooby-Doo! Estrela do Circo                              | 2012 |
| Scooby-Doo! A Máscara do Falcão Azul                      | 2013 |
| As Aventuras de Scooby! O Mapa Misterioso                 | 2013 |
| Scooby-Doo! e o Fantasma da Ópera                         | 2013 |
| Scooby-Doo! Mistério na LutaMania                         | 2014 |
| Scooby-Doo! e a Maldição do Frankenstein                  | 2014 |
| Scooby-Doo! Loucura do Monstro da Lua                     | 2015 |
| Scooby-Doo! e Kiss: O Mistério do Rock and Roll           | 2015 |
| LEGO Scooby-Doo! Hollywood Assombrada                     | 2016 |
| Scooby-Doo! e WWE: Maldição do Demônio Veloz              | 2016 |
| Scooby-Doo! e o Combate do Salsicha                       | 2017 |
| Lego Scooby-Doo! Golpe de Praia                           | 2017 |
| Scooby-Doo! e Batman: Os Bravos e Destemidos              | 2018 |
| Scooby-Doo! e o Fantasma Gourmet                          | 2018 |
| Scooby-Doo! e a Maldição do 13º Fantasma                  | 2019 |
| Scooby-Doo! Retorno à Ilha dos Zumbis                     | 2019 |
| Feliz Dia das Bruxas, Scooby-Doo                          | 2020 |
| Scooby-Doo e a Espada                                     | 2021 |
| Diretamente de Lugar Nenhum: Scooby-Doo! Encontra Coragem | 2021 |
| Scooby-Doo! e Krypto Too! Scooby-doo! Trick Or Treat      | 2023 |

| Filmes em live-action                      | Ano  | Lançamento |
| ------------------------------------------ | ---- | ---------- |
| Scooby-Doo!                                | 2002 | Cinema     |
| Scooby-Doo 2: Monstros à Solta             | 2004 | Cinema     |
| Scooby-Doo! O Mistério Começa              | 2009 | Televisão  |
| Scooby-Doo e a Maldição do Monstro do Lago | 2010 | Televisão  |
| Daphne e Velma                             | 2018 | DVD Video  |

### Filmes em animação para o cinema
| Filme   | Ano  |
| ------- | ---- |
| Scooby! | 2020 |

### Episódios Especiais
| Episódio Especial                   | Ano  |
| ----------------------------------- | ---- |
| Scooby-Doo! Jogos Assombrados       | 2012 |
| Scooby-Doo! Natal Assombrado        | 2012 |
| Scooby-Doo! e o Espantalho Sinistro | 2013 |
| Scooby-Doo! A Ameaça do Mecachorro  | 2013 |
| Scooby-Doo! Gol de Fantasma         | 2014 |
| Scooby Doo! e o Monstro da praia    | 2015 |

## Quadrinhos

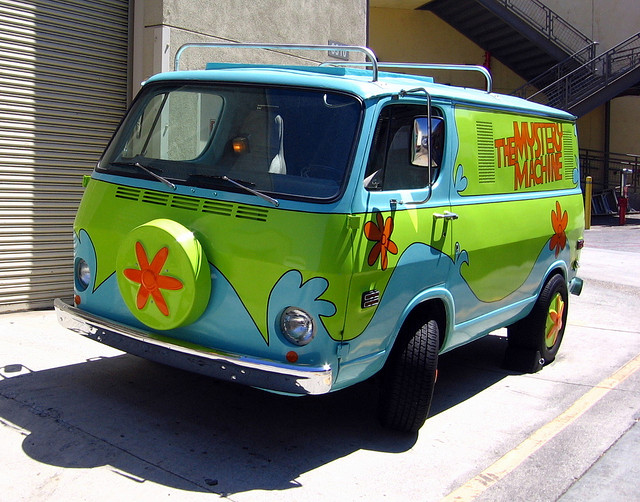
Uma Chevrolet Sportvan 108 de 1968 pintada para parecer com a Máquina Mistério do Scooby-Doo. Vários fãs do Scooby decoraram vans dessa forma.

A Gold Key Comics começou a publicação dos quadrinhos de Scooby-Doo, Where Are You! em dezembro de 1969. Os quadrinhos inicialmente continham adaptações de episódios do programa de televisão desenhados por Phil DeLara, Jack Manning e Warren Tufts. Várias dessas edições foram escritas por Mark Evanier e desenhado por Dan Spiegle. Charlton publicou histórias em quadrinhos do Scooby, muitas desenhadas por Bill Williams, por 11 edições em 1975. De 1977 à 1979, Marvel Comics publicou nove edições de Scooby-Doo, todas escritas por Evanier e desenhado por Spiegel. Harvey Comics publicou reimpressões dos quadrinhos da Charlton, bem como algumas edições especiais, entre 1993 e 1994.
Em 1995, a Archie Comics começou a publicar uma revista mensal em quadrinhos do Scooby-Doo, cujo primeiro ano contou com Scooby-Loo no elenco. Evanier e Spiegel trabalharam em três edições da série, que terminou após 21 edições em 1997, quando a DC Comics da Warner Bros. adquiriu os direitos para publicar quadrinhos baseados nos personagens de Hanna-Barbera. A série Scooby-Doo da DC continua sendo publicada até hoje. Em 2013, a DC começou uma revista em quadrinhos digital bimestral intitulada Scooby-Doo Team-Up, com crossovers da Mistérios S.A. com outros personagens da DC e da Hanna-Barbera.
Desde então, a série se tornou uma revista em quadrinhos mensal disponível em versão impressa. Em 2004, uma série limitada de 100 histórias em quadrinhos chamada Scooby-Doo! World of Mystery foi lançada. Em cada edição, a Mistérios S.A. vai de país em país resolvendo mistérios. Cada edição vinha com um pacote de cartas exclusivas, com um total de 350 delas disponíveis para serem coletadas.
Em 2016, A DC lançou uma nova revista em quadrinhos mensal intitulada Scooby Apocalypse, com os personagens sendo reinventados em uma história ambientada em um mundo pós-apocalíptico, onde monstros vagam pelas ruas e Scooby e sua turma devem encontrar uma maneira de sobreviver a todo custo, enquanto também tentam encontrar uma maneira de reverter o apocalipse.

## Merchandising
Os primeiros produtos do Scooby-Doo incluíam um jogo de tabuleiro feito por Milton Bradley em 1973, lancheiras decoradas, transfers para passar a ferro, livros de colorir, livros de histórias, discos, roupas íntimas e outros produtos semelhantes. Quando Scooby-Loo  foi introduzido na série em 1979, ele, Scooby e Salsicha se tornaram os focos de grande parte do merchandising, incluindo um jogo de tabuleiro Scooby-Doo e Scooby-Loo de Milton-Bradley de 1983. O primeiro videogame Scooby-Doo apareceu nos fliperamas em 1986 e foi seguido por uma série de jogos para consoles domésticos e computadores pessoais. Os multivitamínicos também estrearam nessa época, e são fabricados pela Bayer desde 2001.
A comercialização de produtos Scooby-Doo diminuiu durante o final dos anos 1980 e início dos anos 1990, mas aumentou após o retorno da série no Cartoon Network em 1995. Hoje, todos os tipos de produtos da marca Scooby-Doo estão disponíveis para compra, incluindo cereal matinal, brinquedos de pelúcia, action figures, decorações para carros, bonecas Barbie da Mattel e muito mais. Os verdadeiros petiscos para cães "Scooby Snacks" são produzidos pela Del Monte Pet Products. A Hasbro criou vários jogos de tabuleiro do Scooby, incluindo uma edição temática do Scooby do popular jogo de tabuleiro de mistério Clue. Em 2007, a Pressman Toy Corporation lançou o jogo de tabuleiro Scooby-Doo! Haunted House. A partir de 2001, uma série de livros infantis do Scooby-Doo foi autorizada e publicada pela Scholastic. Esses livros, escritos por Suzanne Weyn, incluem histórias originais e adaptações de filmes teatrais e direto para vídeo do Scooby. 
De 1990 a 2002, Salsicha e Scooby-Doo apareceram como personagens em Funtastic World of Hanna-Barbera passeio de simulador em Universal Studios Florida. O passeio foi substituído no início dos anos 2000 por uma atração Jimmy Neutron e The Funtastic World of Hanna-Barbera se tornou uma atração em várias propriedades operadas pelos Parques Paramount. Salsicha e Scooby-Doo são atualmente personagens fantasiados no Universal Studios Florida, e podem ser vistos dirigindo a Máquina de Mistérios pelo parque. 
Em 2001, Scooby-Doo in Stagefright, uma peça teatral ao vivo baseada na série, começou a fazer turnês pelo mundo. Uma continuação, Scooby-Doo and the Pirate Ghost, foi lançada em 2009.
A Máquina de Mistérios foi usada como base para muitos modelos e brinquedos fundidos, como os da Hot Wheels.
A marca faturou US$ 800 milhões em vendas no varejo em 1999. Em 2004, os produtos do Scooby-Doo geraram US$ 1 bilhão em vendas no varejo. Os produtos licenciados também venderam US$ 496 milhões em 2015, US$ 501 milhões em 2016 e US$ 353 milhões em 2017.